# Ku császár
Ku császár legendás kínai uralkodó, hérosz az öt császár korában és az ókori kínai mitológiában. A Sárga Császár egyenes ági leszármazottja, akinek két fia, Cse (Zhi) és Jao (Yao) is uralkodóvá lett. Vannak olyan elképzelések, melyek szerint alakja azonos Ti-csün (Dijun)nel, Sun (Shun)-nal vagy Kuj (Kui)jal.

## Származása, nevei
Csiao-csi (Jiaoji) fia, Sao-hao (Shaohao) unokája és a Sárga Császár dédunokája.
A források szerint Ku eredeti családneve Csi (Ji) 姬, a személyneve pedig Csün (Jun) 俊. Innen származik a Ti-csün (Dijun)nel 帝俊 való azonosítás elmélete. Ugyanakkor gyakorta a Kao-hszin (Gaoxin) 高辛  vagy Kao-hszin Si (Gaoxin Shi) 高辛氏 néven hivatkoznak rá.

## Alakja, legendái
Alakja A történetíró feljegyzéseiben mint eszményi, igazságos uralkodóként jelenik meg, aki „elvette a földnek gazdagságát, és gondosan használta föl, gyöngéden okította a népet, és megtanította rá, hogy haszonhoz jusson, kiszámolta a Nap és a Hold járását, fogadta és elkísérte őket; felismerte a szellemeket, és tisztelettel szolgálta őket... Mindig idejében cselekedett, s úgy öltözködött, akár egy közönséges hivatalnok.”
Egyes források tudni vélik, hogy Ku már tizenöt éves korában segített nagybátyjának, Csuan-hszü (Zhuanxu)nek a kormányzásban, majd harmincéves korában átvette a trónt, és hetven (vagy hetvenöt) éven át uralkodott, és százöt éves korában hunyt el.
Azokból a forrásokból, amelyek Kut valóságos személynek, uralkodónak tekintik, az derül ki, hogy Kunak négy felesége volt, akik egy-egy fiúgyermeket szültek neki. Az első felesége, a ju-tai (youtai) 有邰 törzsből származó Csiang Jüan (Jiang Yuan) 姜嫄 szülte Hou-csi (Houji)t, a Köles herceget, akit majd a Csou (Zhou)-dinasztiát megalapító csou (zhou) törzsek tekintettek ősüknek. A második felesége, a ju-szung (yousong) 有娀 törzsből származó Csien-ti (Jiandi) 簡狄 szülte Ce-csi (Ziqi)t 子契, akit a Sang-Jin (Shang-Yin)-dinasztiát megalapító törzs tisztelt ősatyjaként. A harmadik felesége, a csen-feng (chenfeng) 陳豐 törzsből származó Csing-tu (Qingdu) 慶都 szülte Fang-hszün (Fangxun)t 放勳, a későbbi Jao (Yao) császárt. A negyedik felesége, a csü-ce (juzi) 娵訾 törzsből származó Csang-ji (Chanyi) 常儀 pedig szülte Cse (Zhi)t, aki Ku halála után átvette apja trónját, őt pedig kilenc évnyi uralkodás után féltestvére, Jao (Yao) követte a trónon.
Egy másik forrás arról tudósít, hogy Kunak volt egy olyan felesége is, akinek a lába soha nem érintette a földet. Ez az asszony gyakorta álmodta azt, hogy lenyeli a Napot, s ezt követően nyolc fiút szült Kunak.